# Барнсский мост
Барнсский мост (англ. Barnes Railway Bridge) — железнодорожный мост, внесенный в список памятников архитектуры II категории, в лондонском районе Ричмонд-апон-Темсе и лондонском районе Хаунслоу. Он пересекает Темзу в Лондоне с северо-запада на юго-восток в Барнсе. Проходит по кольцевой линии Хаунслоу Юго-Западной железной дороги и между станциями Барнс-Бридж и Чизик.
Первоначальный мост в этом месте был построен в конце 1849 года по проекту инженера — строителя Джозефа Локка; эта конструкция, состоящая из двух пар чугунных арочных пролетов, очень напоминала оригинальный Ричмондский железнодорожный мост, который также был разработан Локком. 22 августа 1849 года мост Барнса был открыт для железнодорожного движения. Хотя воплощение Локком моста Барнса обеспечивало относительно безотказное обслуживание, оно не использовалось с 1890-х годов. В последнее десятилетие девятнадцатого века возникли опасения по поводу пригодности чугунных мостов после обрушения одной из таких конструкций. Таким образом, было решено построить преемник оригинального моста Барнса.
В 1890-х годах Хед Райтсон построил более широкий мост, спроектированный Эдвардом Эндрюсом, от имени Лондонской и Юго-Западной железной дороги. Это сооружение, построенное непосредственно рядом со своим предшественником, состоит из трех пролетов кованых балок с тетивой, по которым через реку проходит пара железнодорожных путей. В это же время к мосту добавили пешеходную дорожку. Первоначальный пролёт Локка остается стоять на стороне вверх по течению от его замены, но не используется никаким движением. В 1983 году Барнс-Бридж получил защиту как памятник архитектуры II степени. В 2010-х годах мост Барнса был временно закрыт для пешеходов во время ежегодной лодочной гонке Оксфорд — Кембридж, чтобы избежать чрезмерного скопления людей на структуре.

## История

### Строительство
В 1840-х годах Лондонская и Саутгемптонская железнодорожная компания, которая позже была переименована в Лондонскую и Юго-Западную железнодорожную компанию, приступила к разработке новой железнодорожной линии, которая проходила между Найн Элмс и Ричмондом. Несколько лет спустя было решено продлить эту линию до Виндзора; новое расширение включало добавление петли от деревни Барнс до Чизвика и Хаунслоу, что потребовало строительства того, что впоследствии стало известно как мост Барнса через Темзу. До постройки этого сооружения в Барнсе, который в то время был небольшим поселением, никогда не было перехода через реку.
Ответственность за проектирование этого перехода была возложена на известного инженера — строителя Джозефа Локка, который также спроектировал несколько других сооружений вдоль маршрута, в том числе аналогичный Ричмондский железнодорожный мост. Чтобы достичь требуемой установленной законом высоты моста над отметкой прилива Темзы, чтобы предотвратить сооружение, препятствующее прохождению традиционного речного транспорта, Локк решил, что необходимо будет насыпать реку. Кроме того, чтобы приспособить строительство моста вдоль южного берега реки, пришлось снести несколько строений на «Террасе», улице со скромными домами в георгианском стиле, чтобы обеспечить достаточный просвет, поскольку конструкция и соединительные линии проходят прямо через усадьбу.
По проекту Локка, мост Барнса состоял из двух пар чугунных арочных пролетов, имевших длину 36,57 метра и высоту 3,66 метра. Каждая арка была отлита из четырёх отдельных секций, а каждый пролёт был усилен шестью чугунными арочными ребрами глубиной 915 мм. Эти пролёты опирались на кирпичные опоры, облицованные камнем Брэмли Фолл, и несли деревянный настил через реку. В 1846 году компания Fox Henderson & Co была назначена подрядчиком на строительство сооружения; Вскоре после этого начались работы по его строительству. Завершенный мост был официально открыт 22 августа 1849 г. Однако в настоящее время, хотя элементы воплощения Локком моста Барнса остаются на месте, он больше не используется для железнодорожного движения, поскольку его заменила более новая структура, построенная рядом.

### Расширение и реконструкция
К концу девятнадцатого века несколько инженеров и чиновников поставили под сомнение жизнеспособность и долгосрочную стабильность чугунных конструкций, таких как оригинальный мост Барнса. Эти опасения были в значительной степени мотивированы обрушением чугунного пролёта вдоль главной линии Брайтона в 1891 году, из кованого железа.
Однако из-за сильного стремления компании к тому, чтобы поезда продолжали курсировать по существующей конструкции на протяжении всего периода строительства её замены, новое воплощение моста Барнса было построено рядом, и таким образом удалось избежать необходимости полного демонтажа первоначального моста Локка. Соответственно, после завершения строительства новой конструкции осталась одна полная пара пролетов исходного моста, а также один пролёт другой пары, непосредственно примыкающий к первому пролёту.
Новый мост Барнса был спроектирован инженером-строителем Эдвардом Эндрюсом и построен подрядчиком Head, Wrightson & Co. Он состоял из трех пролетов кованых железных балок, которые поддерживались удлиненными опорами и опорами. В 1894 г. начались работы по расширению существующих кирпичных устоев и опор; новая структура была завершена в течение следующего года. В связи с этой работой к конструкции была добавлена единственная пешеходная дорожка шириной 2,4 метра. И пешеходная дорожка, и второе воплощение моста Барнса используются по сей день.
Наличие моста Барнса вынудило изменить направление Thames Path, пешеходной дорожки вдоль берегов Темзы, поскольку между мостом и рекой пространство ограничено до такой степени, что традиционная пешеходная дорожка не может быть предусмотрена. В ноябре 2017 года в городской совет Хаунслоу Лондона была подана заявка на получение разрешения на строительство, в котором предлагалось построить индивидуальный пешеходный мост, проходящий вдоль берега Темзы под мостом Барнса, как средство устранения необходимости в обходном маршруте в будущем. Кроме того, обсуждались планы повторного использования давно неиспользуемой конструкции Локка, в соответствии с которой она должна быть преобразована в садовую дорожку; Сообщается, что эти амбиции получили поддержку национальной сетевой инфраструктурной компании Network Rail.

### Университетские гребные гонки
Со временем Барнсский мост стал узнаваемой достопримечательностью на Темзе. На него обычно ссылаются во время ежегодных лодочных гонок в Оксфорде и Кембридже, где было высказано предположение, что та команда, которая окажется впереди, выиграет гонку. В течение 2003 года соревнующиеся экипажи находились в почти равном положении при приближении к мосту, и Оксфорд в конечном итоге выиграл гонку всего на один фут.
В знак признания его связи с лодочными гонками герб на Барнсском мосте включает светло-голубое весло (представляющее Кембриджский университет) и тёмно-синее весло (представляющее Оксфордский университет). В первой половине двадцатого века железнодорожная компания стала обычным делом продавать билеты зрителям гонок для доступа к мосту в качестве средства получения дохода от предоставления уникальной точки зрения. Однако в последние годы Барнсский мост был намеренно закрыт для пешеходов во время гребных гонок по соображениям общественной безопасности.

## Галерея

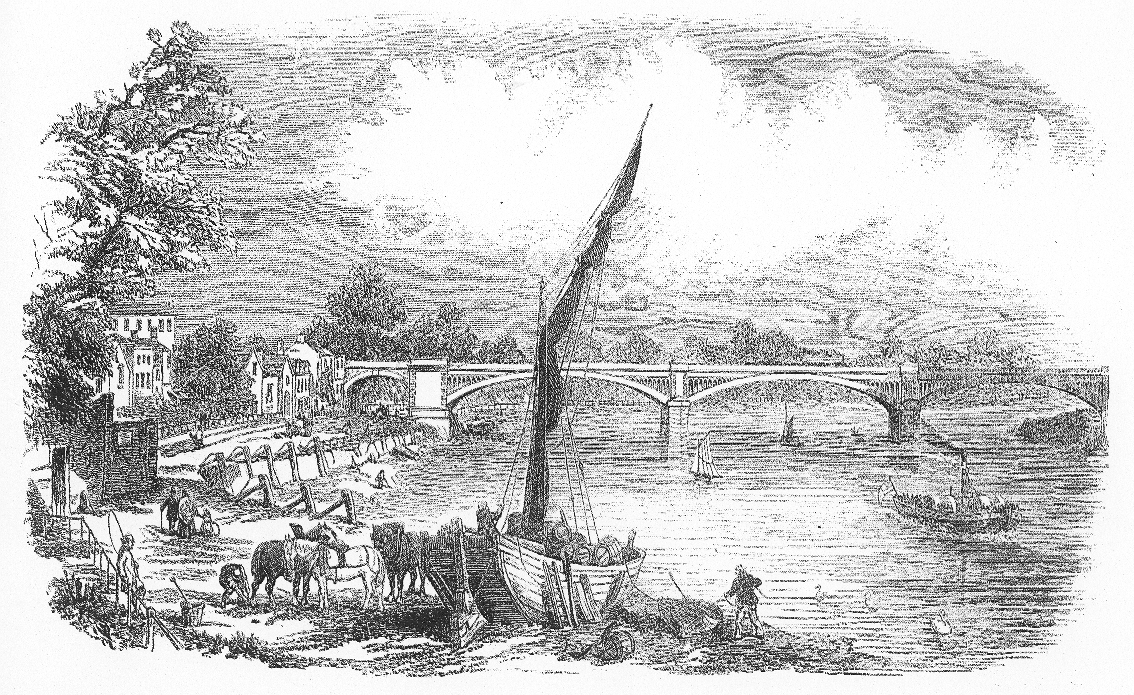
Барнсский мост, 1849.
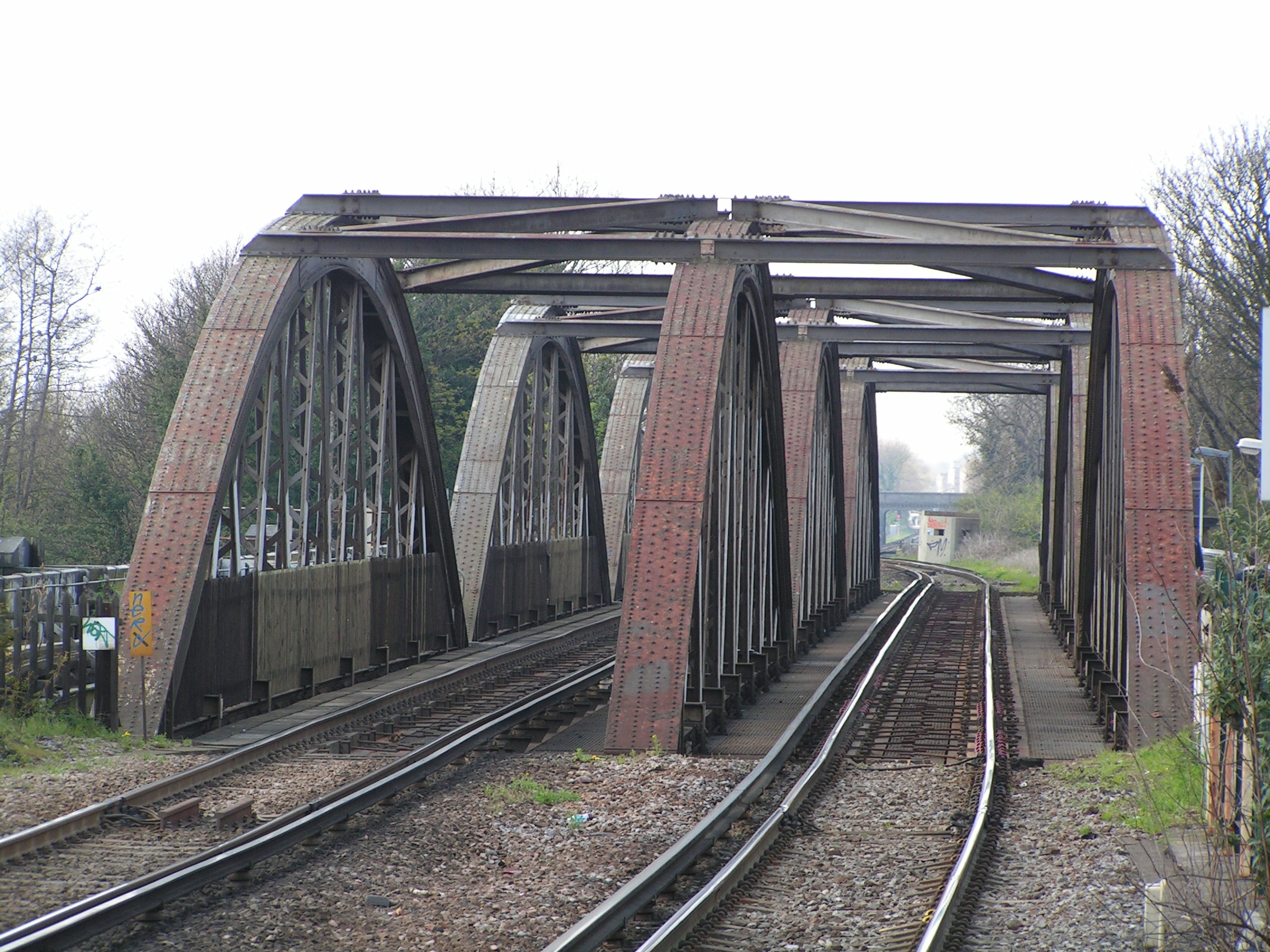
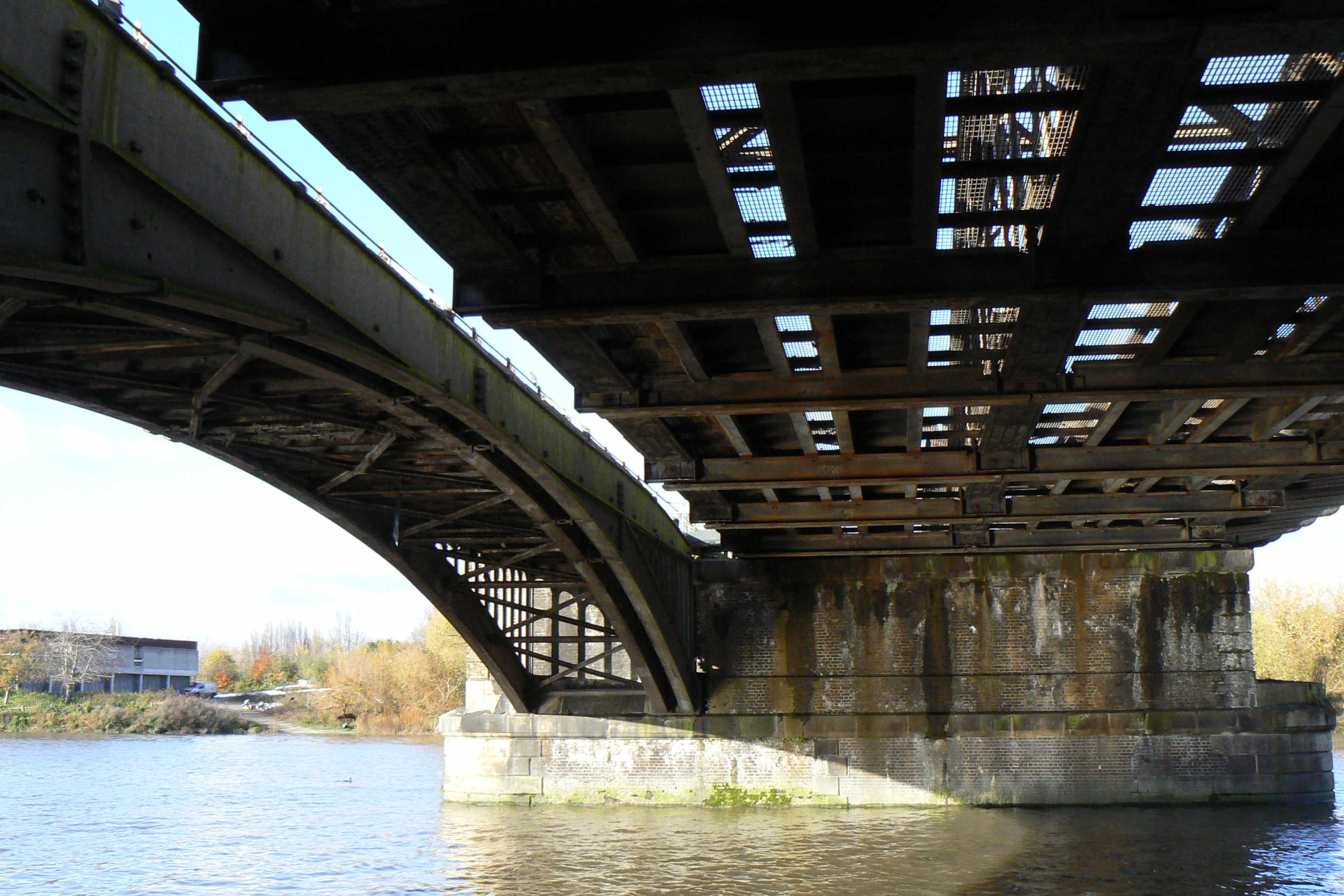